# Saber Khelifa
Saber Khelifa (arabisch صابر خليفة, DMG Ṣābir Ḫalīfa; * 14. Oktober 1986 in Gabès), in Frankreich meist in der Schreibweise Khlifa oder Khalifa, ist ein tunesischer ehemaliger Fußballspieler.

## Karriere

### Verein
Saber Khelifa begann seine Karriere im Jahr 2005 beim lokalen Verein Stade Gabèsien. Dort spielte er allerdings nur für eine Saison, im Juli 2006 wechselte er zum Rekordmeister Espérance Tunis. Dort konnte er zwar den Gewinn des tunesischen Pokals in den Jahren 2007 und 2008 feiern, doch in zwei Spielzeiten absolvierte er nur 24 Ligaspiele und traf nur einmal. Zur Saison 2008/09 wechselte er zum Club Sportif de Hammam-Lif, wo er den Durchbruch in der Liga schaffte. Bei Hammam-Lif zeigte Khelifa seine Effektivität vor dem Tor, in der ersten Saison schoss er acht Tore in zwölf Spielen, in der Saison 2009/10 erzielte er zwölf Tore in 20 Spielen. Durch seine konstant gute Trefferquote holte ihn Espérance Tunis noch während der Saison 2009/10 zurück. Mit Espérance gewann er daraufhin die Championnat de Tunisie  2009/10 und 2010/11.
Im Januar 2011 akzeptierte Espérance einen ablösefreien Wechsel zum damals Zweitligisten FC Évian Thonon Gaillard im Sommer 2011. Am 10. August 2011 wurde der Wechsel endgültig abgeschlossen und Évian Thonon Gaillard schaffte sogar noch den Aufstieg in die Ligue 1. Am 14. August debütierte er in der Ligue 1 und erzielte sogar beim 1:0-Sieg gegen OGC Nizza das entscheidende Tor. In seiner Mannschaft konnte Khelifa sich schnell einen Stammplatz sichern und absolvierte in der Saison 2011/12 31 Ligaspiele und schoss dabei vier Tore.
Am 12. Mai 2013 gelang ihm beim 4:0-Sieg über OGC Nizza ein Tor aus einer Distanz von 64 Metern. Er wechselte zu Olympique Marseille, konnte sich auf Dauer jedoch nicht durchsetzen und wurde für die längste Zeit des Vertrages an Club Africain Tunis verliehen, wohin er nach seiner Vertragszeit 2016 bis 2018 in den Folgejahren abwechselnd mit recht kurzen Engagements in Kuwait und den Emiraten immer wieder zurückkehrte.
Mit dem Club Africain wurde Khelifa 2017 und 2018 Pokalsieger und 2015 Meister. Im selben Jahr sowie 2018 war er Torschützenkönig der tunesischen Liga.

### Nationalmannschaft
Sein A-Länderspieldebüt absolvierte er am 10. November 2010 im Qualifikationsspiel für die Fußball-Afrikameisterschaft 2012 gegen Botswana. Er wurde in der 78. Minute für Ahmed Akaïchi eingewechselt, konnte die 0:1-Niederlage allerdings nicht verhindern. Sein erstes Länderspieltor erzielte er am 8. Oktober 2011 beim 2:0-Sieg über Togo. Außerdem gehörte er zum 23-köpfigen Aufgebot Tunesiens für die Fußball-Afrikameisterschaft 2012 in Äquatorialguinea und Gabun, er wurde in drei Spielen eingesetzt. Bis 20188 bestritt er 45 Länderspiele.
Bisher bestritt Khelifa 23 Länderspiele, in denen er vier Mal traf.

## Titel und Erfolge
Espérance Tunis
- Championnat de Tunisie: 2009/10, 2010/11
- Tunesischer Pokal: 2006/07, 2007/08

Club Africain
- Championnat de Tunisie: 2014/15
- Tunesischer Pokal: 2016/17, 2017/18